# Fahda bint al-Asi bin Schuraim
Umm Malik (Königsmutter) Prinzessin Fahda bint Asi bin Schuraim Al Shammari (arabisch فهدة بنت العاصي بن شريم الرشيد, DMG Fahda bt. al-ʿĀṣī b. Šuraim Āl Saʿūd; † 1934) war die achte Frau von Abd al-Aziz ibn Abdul Rahman, auch genannt Ibn Saud, und hatte drei Kinder mit ihm. Sie stammte aus dem Stamm der Schammar und gehörte zur königlichen Familie Saudi-Arabiens.
Die Schammar siedelten im nördlichen Gebiet der arabischen Halbinsel, Jordanien, Syrien, Irak und dem Iran und gehörten bis zu ihrer Besiegung am 2. November 1921 zu den erbittertsten Gegnern der Saudi-Dynastie. Prinzessin Fahdas Vater Scheich Asi bin Schuraim Al Shammari war der Führer des Abda-Teilstammes der Schammar-Stammesfraktion.
Aus dem Stamm der Schammar stammen auch die früheren Rivalen der Familie Al Saud, die Al Raschid (damals die herrschende Familie über die Region des Dschabal Schammar und dem Stamm der Schammar mit Sitz in Hail, heute stellt die Familie Al Raschid, die in die Familie Al Saud einheiraten durfte, nur noch die Oberhäupter des Shammarstammes), die von König Abd al-Aziz besiegt wurden. Fahda war zuvor mit dem Zehnten Emir des Al Rashid Clans verheiratet, der 1920 von Saud getötet wurde.
Ihr erstes Kind mit Saud war der von 2005 bis 2015 amtierende saudische König Abdullah ibn Abd al-Aziz.

## Quelle
- Madawi Al Rasheed: Politics in an Arabian oasis. The Rashidi Tribal Dynasty. I.B. Tauris & Co Ltd, London & New York 1991 (based on a Ph.D. thesis presented to Cambridge University, 1988). ISBN 1-85043-320-8

| Personendaten    | Personendaten                                                  |
| ---------------- | -------------------------------------------------------------- |
| NAME             | Fahda bint al-Asi bin Schuraim                                 |
| ALTERNATIVNAMEN  | Fahda bint al-Asi bin Schuraim Al Saʿud                        |
| KURZBESCHREIBUNG | achte Frau des späteren saudischen Königs Saud ibn Abd al-Aziz |
| GEBURTSDATUM     | 19. Jahrhundert oder 20. Jahrhundert                           |
| STERBEDATUM      | 1934                                                           |